# Enkhuizen
Enkhuizen (uitspraakⓘ) is een stad en gemeente in de regio West-Friesland, in de Nederlandse provincie Noord-Holland. De gemeente ligt aan zowel het Markermeer als het IJsselmeer. In de gemeente wonen 18.895 inwoners op een oppervlakte van 116,04 km² (waarvan 103,62 km² water) (22 november 2024, bron: CBS). De gemeente Enkhuizen omvat naast de gelijknamige stad ook het dorp Oosterdijk en de buurtschap Westeinde.
Enkhuizen staat bekend als de 'Haringstad' vanwege zijn verleden als centrum voor de haringvisserij. De stad is, onder meer vanwege de uitgebreide en goed bewaarde historische binnenstad, een belangrijk toeristisch centrum (jachthavens, Sprookjeswonderland, Zuiderzeemuseum). Daarnaast telt het stadje internationaal vermaarde zaadbedrijven en tuinbouw, alsmede een cluster van kunststofindustrie. In Enkhuizen wordt (in mindere mate) Enkhuizens gesproken, een West-Fries dialect.

## Geschiedenis
Reeds in de bronstijd was er nabij het latere Enkhuizen een nederzetting aanwezig. Bij archeologische opgravingen in 2009 zijn hiervan onder meer boerderijen en een grafheuvel teruggevonden die dateren uit 1575-1200 v.Chr. Er is echter geen sprake van continue bewoning.

### Middeleeuwen
Enkhuizen begon zijn bestaan in de middeleeuwen als haven- en vissersdorp. Op 27 januari 1356 verleende Graaf Willem V Enkhuizen in een korte oorkonde stadsrechten, naar model van dat van Medemblik, dat in 1289 stadsrechten had gekregen. Deze eerste oorkonde was in het Nederlands gesteld. Op 4 april 1356 volgde de officiële bevestiging, in een langer, in het Latijn gesteld document, waarin het volledige stadsrecht was opgetekend.

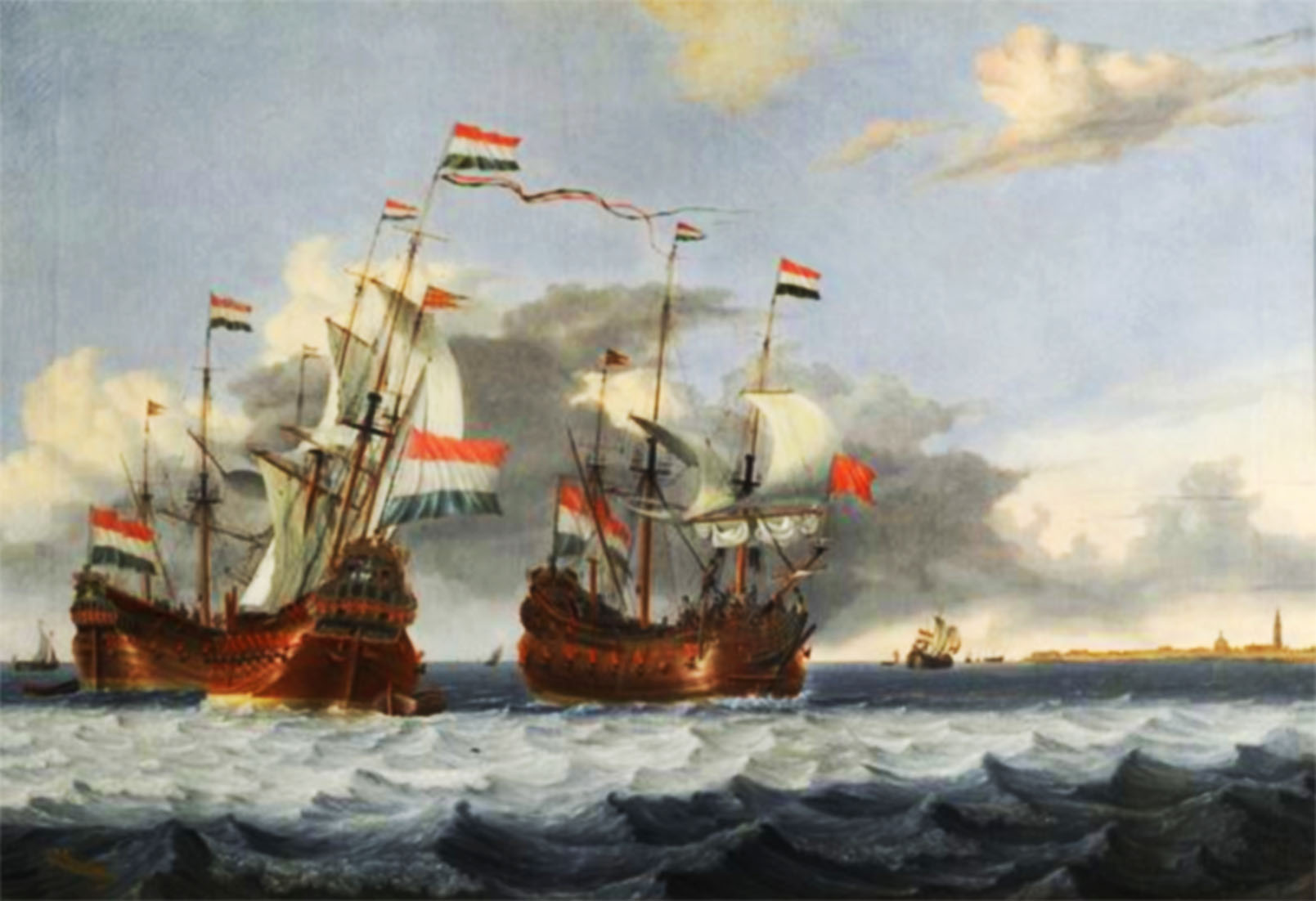
Gezicht op Enkhuizen vanaf de Zuiderzee, geschilderd door Gerrit Pompe in de 17e eeuw

Bij de verlening van het stadsrecht werd Enkhuizen officieel verenigd met het naburige dorp Gommerkarspel, waarvan de kern ongeveer op de plaats van de huidige Wester- of Sint-Gomaruskerk moet hebben gelegen. Buitendijks lag nog het "Oostdorp Enkhuizen" dat waarschijnlijk verdronk bij de stormvloed van 1421. In 1422 kregen de bewoners toestemming de restanten van de buitendijks gelegen kerk op te breken en binnendijks een nieuwe kerk te bouwen, de latere Zuider- of Sint-Pancraskerk. Enige tijd later werd ook begonnen met de bouw van de Westerkerk, en in de wedloop om de grootste en mooiste kerk te bouwen, kwam duidelijk tot uitdrukking hoezeer de vissers van Enkhuizen en de landbouwers van het voormalige Gommerkarspel nog gescheiden gemeenschappen waren.
In de 14e eeuw werd ook de eerste haven gegraven, waarvan de Zuider Havendijk is overgebleven. In de 15e en 16e eeuw werd overgegaan tot uitbreiding van de havens en de aanleg van vestingwerken. Deze vestingwerken zouden na een grote stadsuitbreiding aan het einde van de 16e eeuw de vorm krijgen waarin ze nog duidelijk zichtbaar zijn in de stad (de Vest).

### Bloeitijd

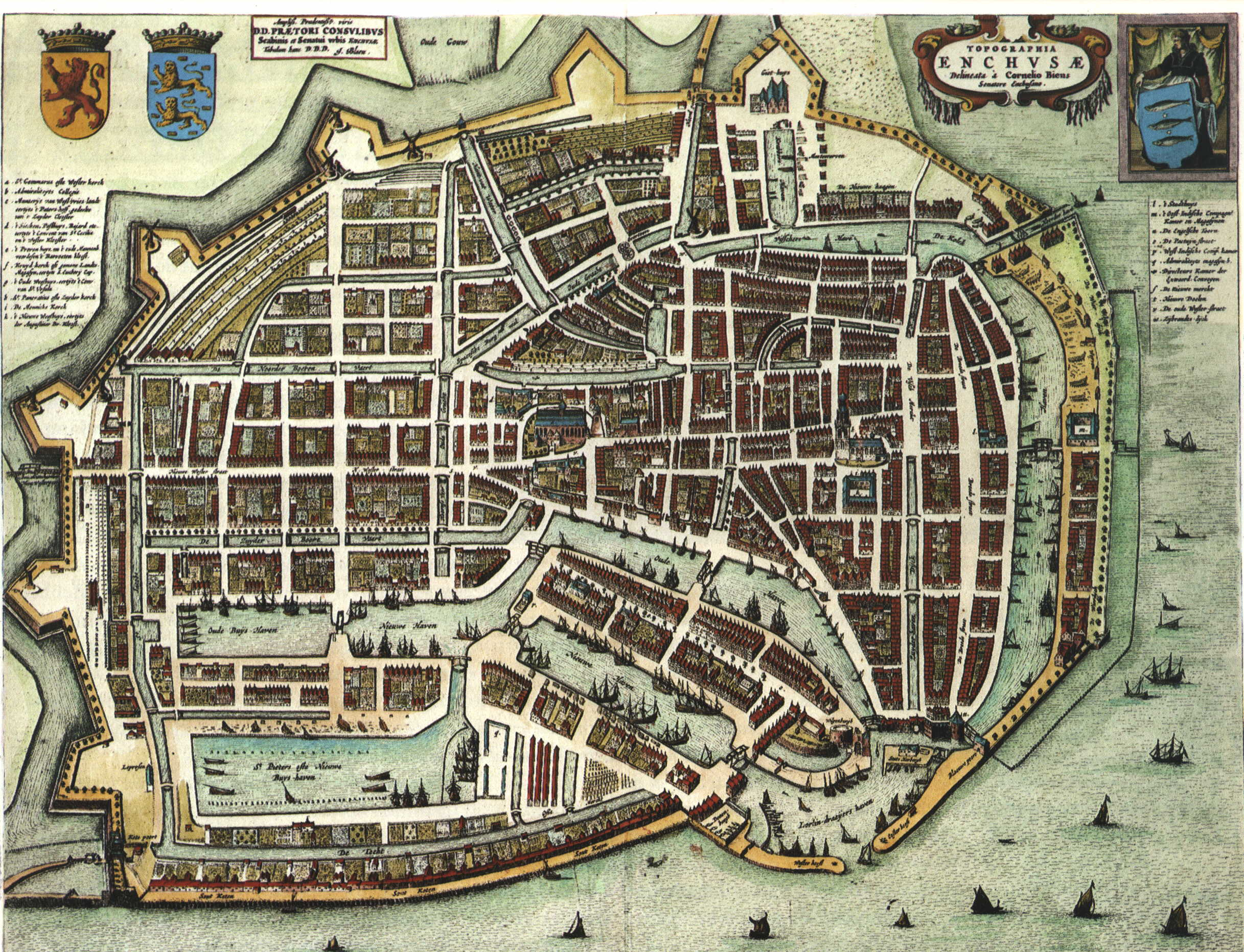
Kaart van Enkhuizen in 1652, uit Blaeu's Toonneel der Steden

De Reformatie en het begin van de Opstand vormden de opmaat tot de bloeitijd van Enkhuizen. In 1572 schaarde Enkhuizen zich als eerste Hollandse stad achter de prins van Oranje. Daarbij verkregen de calvinistische 'hardliners' een vrij grote invloed. Op 25 juni 1572 werd door de calvinistische geuzen van Diederik Sonoy, die juist tot burgemeester van Enkhuizen was benoemd, een aantal Alkmaarse franciscanen in Enkhuizen na martelingen en gruwelijke verminkingen gedood door ophanging. Deze groep zou later de martelaren van Alkmaar worden genoemd.
Als beloning voor het zich achter de prins scharen kreeg Enkhuizen in 1573 het zogeheten paalkistrecht, dat het overnam van het toen nog steeds koningsgezinde Amsterdam. Dit lucratieve privilege hield in dat Enkhuizen de betonning op de gehele Zuiderzee mocht verzorgen, en als tegenprestatie belasting mocht heffen van alle schepen op de Zuiderzee.
De 17e eeuw was de bloeitijd van Enkhuizen. De stad telde de grootste haringvloot van de Nederlanden, en bezat tevens een kamer van de VOC. Ook de West-Indische Compagnie was in de stad vertegenwoordigd. Door handel op de Oostzeelanden, Engeland, West-Afrika en Indië werd Enkhuizen rijk. De stad telde zo'n 25.000 inwoners, aanzienlijk meer dan het huidige aantal. In 1671 kwam de straatweg tussen Enkhuizen en Hoorn gereed, de eerste in het gewest Holland, waarmee de verbinding met het achterland aanzienlijk verbeterde.

### Verval
Eind 17e eeuw trad het verval in. De oorlogen met Engeland, het verzanden van de havenmond en de concentratie van handel op Amsterdam zorgden ervoor dat Enkhuizen een van de sluimerende verstilde stadjes aan de Zuiderzee werd. Door de economische neergang daalde de bevolking sterk. De stadsuitlegging van de 16e eeuw bleek veel te ambitieus, en grote delen van de stad binnen de vestingwerken bleven onbebouwd. Tussen 1650 en 1850 daalde de bevolking van 22.000 naar 5.400 inwoners. Tussen 1750 en 1850 verdwenen hierdoor ook ongeveer 1.600 huizen in de stad, zodat deze sterk inkromp; hele gebieden veranderden in weiland of moestuin.

### Moderne tijd

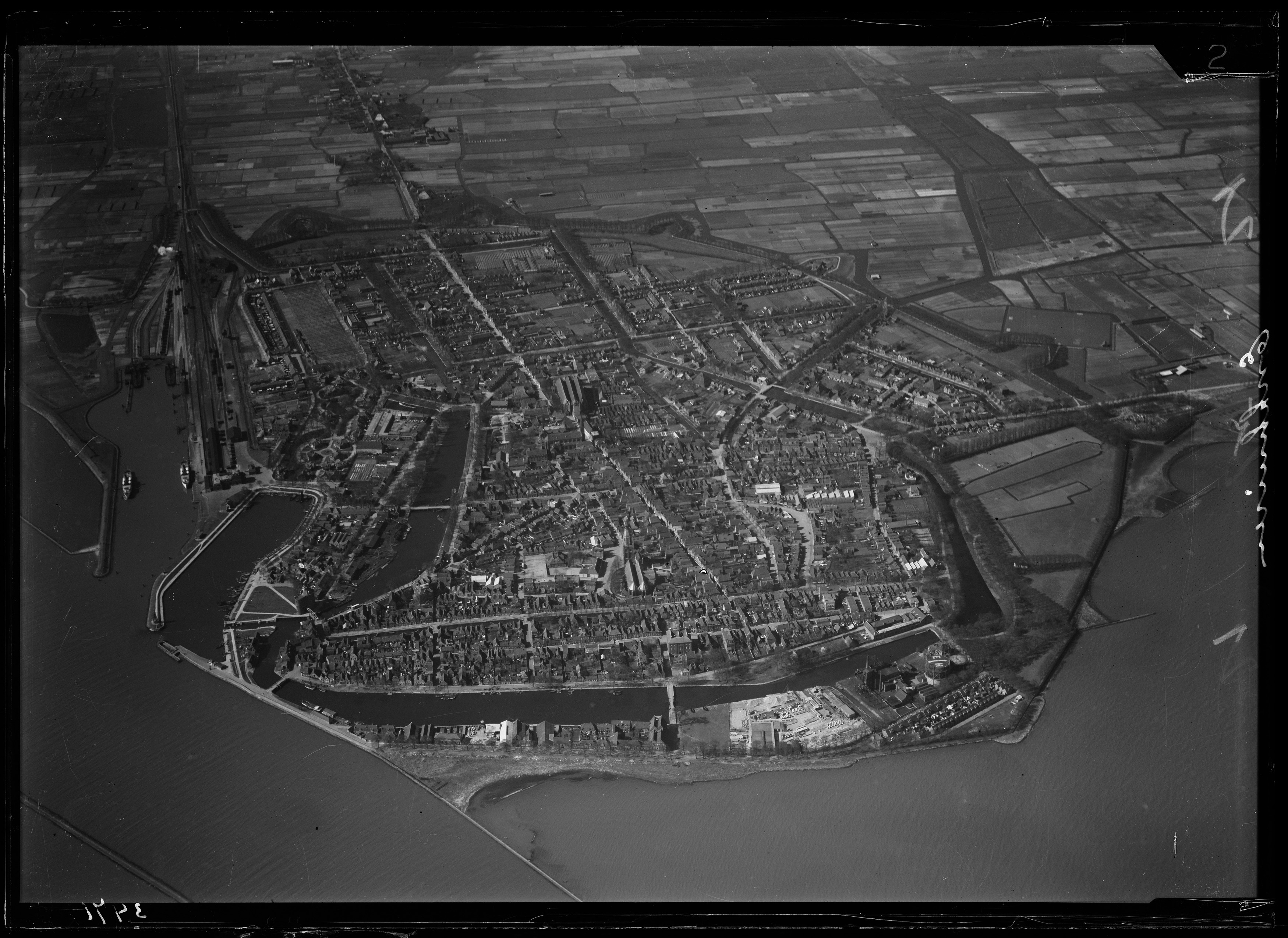
Luchtfoto van Enkhuizen (1920-1940), Nederlands Instituut voor Militaire Historie.

Na voltooiing van de spoorlijn Amsterdam - Zaandam - Enkhuizen in 1885 (waarmee ook de Veerdienst Enkhuizen - Stavoren naar Stavoren en de spoorlijn Leeuwarden - Stavoren tot stand kwamen), bloeide de stad weer op. Met de aanleg van de Afsluitdijk in 1932 ging de haringvisserij verloren, hoewel er geruime tijd op andere soorten in het toen ontstane IJsselmeer kon worden gevist. Na de Tweede Wereldoorlog nam de bevolking weer toe en werd de bebouwing van Enkhuizen voor het eerst buiten de 17e-eeuwse omwalling uitgebreid.
Voor de aanleg van de spoorlijn werd de Ketenpoort gesloopt, daar is het bedrijventerrein Ketenwaal ontstaan. In 2017 zijn de restanten van de fundamenten van de Ketenpoort eenmalig blootgelegd ter voorbereiding van nieuwbouw op de Ketenwaal. De nieuwbouw gaat deze fundamenten niet beschadigen.
De stad ontvangt (watersport)toeristen en kent een florerende zaadteelt en bloembollenhandel.

## Bezienswaardigheden

### Binnenstad

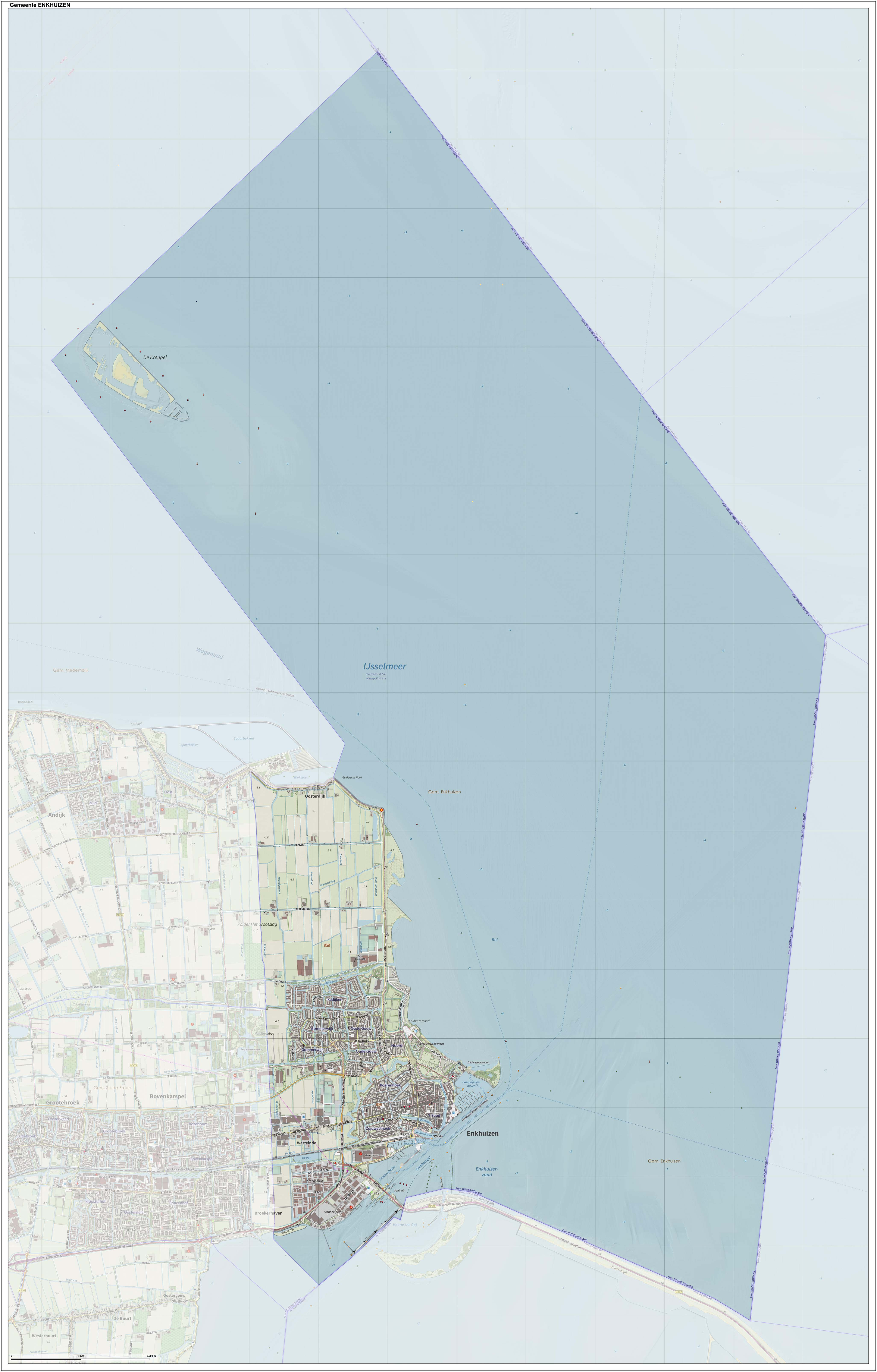
Topografische gemeentekaart van Enkhuizen, september 2022

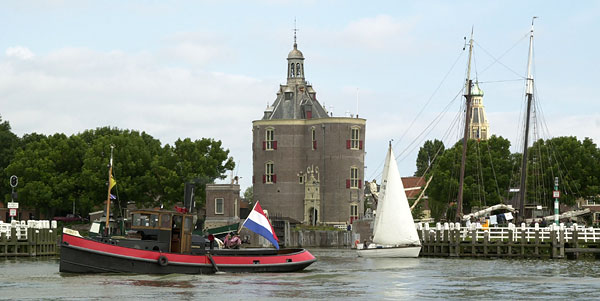
De Drommedaris

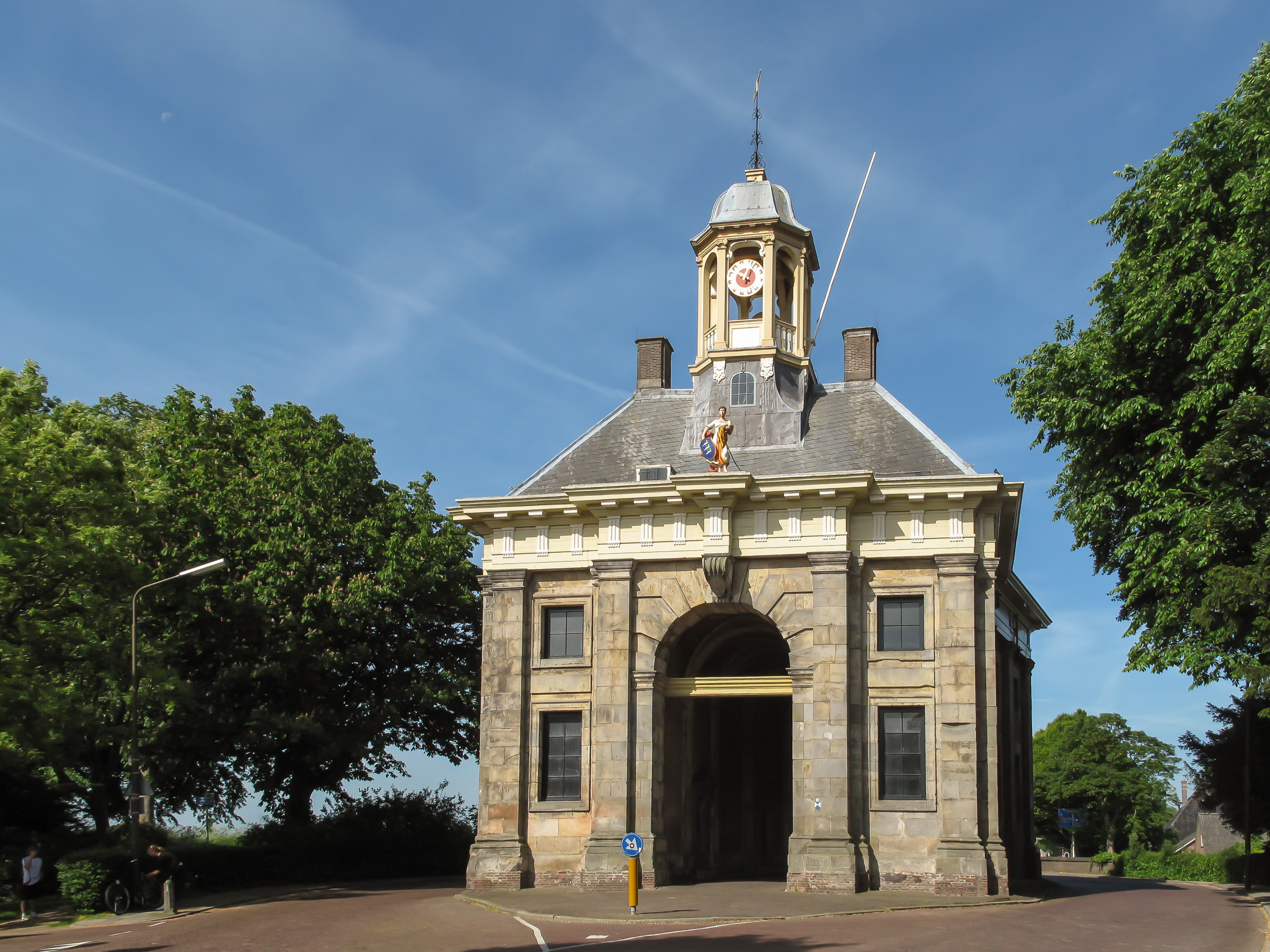
De stadspoort Westerpoort of Koepoort

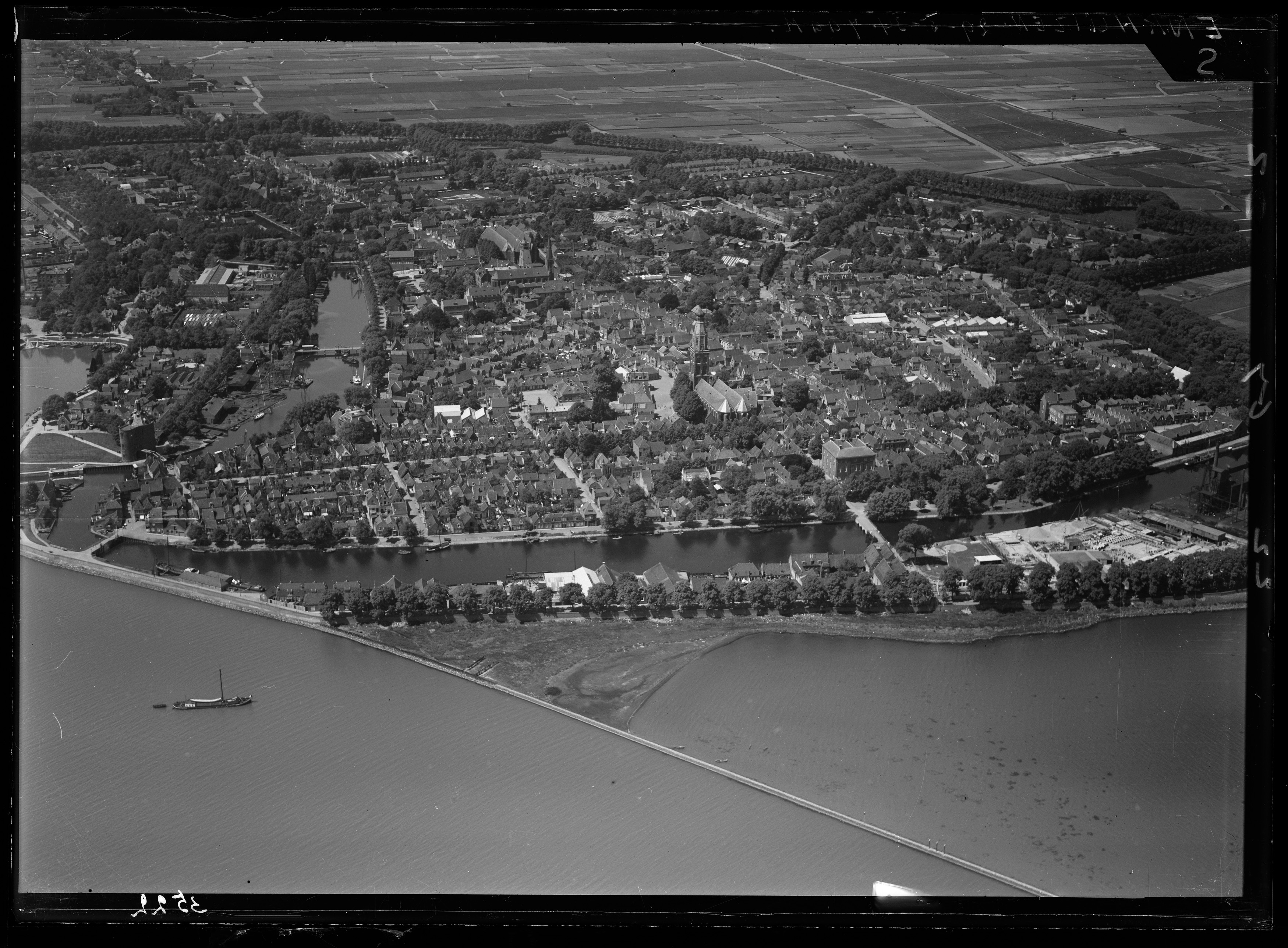
Luchtfoto van de Enkhuizer binnenstad (1920-1940), Nederlands Instituut voor Militaire Historie.

De binnenstad van Enkhuizen wordt door grachten doorsneden en ligt binnen vestingwallen die uit de 16e eeuw dateren en goed bewaard zijn gebleven. Tijdens een stadswandeling door de historische binnenstad passeert men verschillende authentieke gebouwen. Bekend zijn de Drommedaris (1540; in 1649 verhoogd en van een toren voorzien) met klokkenspel van Pieter Hemony, daterend uit de jaren 1671-1677, de laatgotische Zuider- of Pancraskerk, uit de 15e en 16e eeuw, met in de bijbehorende toren een klokkenspel van de gebroeders Hemony, de Wester- of Sint-Gommaruskerk, uit de 15e en 16e eeuw, met aangebouwde librije, waarin een 17e-eeuws interieur en het stadhuis (1686-1688), ontworpen door Steven Vennecool.
Voorts zijn er de waterpoorten Boerenboom en Oude Gouwsboom (beide daterend uit de 17e eeuw), de stadsgevangenis (1612), de Waag (vroeg-renaissance) uit 1559 en het Snouck van Loosenhuis uit 1786.
Het Snouck van Loosenpark, daterend uit 1897, is een van de eerste sociale woningbouwprojecten van Nederland. Dit werd gefinancierd uit de nalatenschap van de laatste erfgename van het bekende Enkhuizer patriciërsgeslacht waaraan het park tevens de naam ontleent.
Een deel van Enkhuizen is een beschermd stadsgezicht.

### Monumenten
- Boerenboom (1593)
- Buyskeshuis (1732)
- Café van Bleiswijk
- Drommedaris (1540) (spits 1657)
- Koepoort (1730)
- Oude Gouwsboom (1593)
- Peperhuis (1567)
- Snouck van Loosenhuis (1786)
- Snouck van Loosenkerk (1861)
- Snouck van Loosenpark (1897)
- Spuihuisje (17e eeuw)
- Stadhuis (1688)
- Stadsgevangenis (1612)
- Staverse Poortje (1615)
- Treinstation (1885)
- De Vest (vestingwerken, eind 16e eeuw)
- De Vriesstichting
- Waaggebouw (1559)
- Weeshuis (gevel 1616)
- Wester- of Sint-Gommaruskerk (1470-1516) met de hierin gevestigde librije of Bibliotheca Enchusana.
- De Westfriese Munt (1611)
- Sint-Franciscus Xaveriuskerk (1906, geen rijksmonument; gesloten)
- Zeemuur (1608)
- Zuider- of Sint-Pancraskerk (1524)

## Cultuur

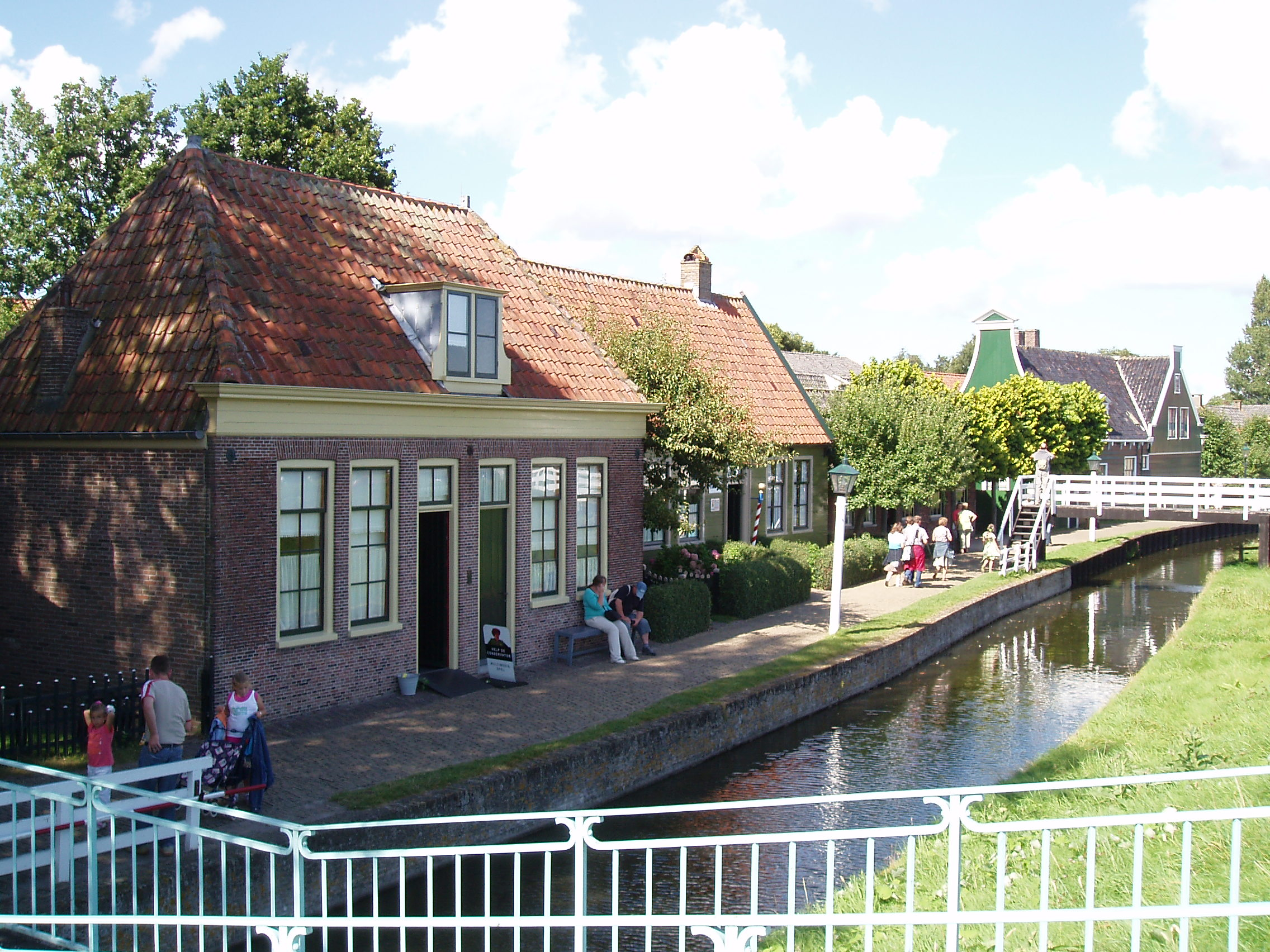
Huizen in het Zuiderzeemuseum

### Musea
- Flessenscheepjesmuseum
- Zuiderzeemuseum (buiten- en binnenmuseum)
- Enkhuizer Almanakmuseum aan de haven naast de voormalige visafslag.
- Heiligenbeeldenmuseum

### Kunst in de openbare ruimte
In de gemeente Enkhuizen zijn diverse beelden, sculpturen en objecten geplaatst in de openbare ruimte, zie:
- Lijst van beelden in Enkhuizen

### Evenementen

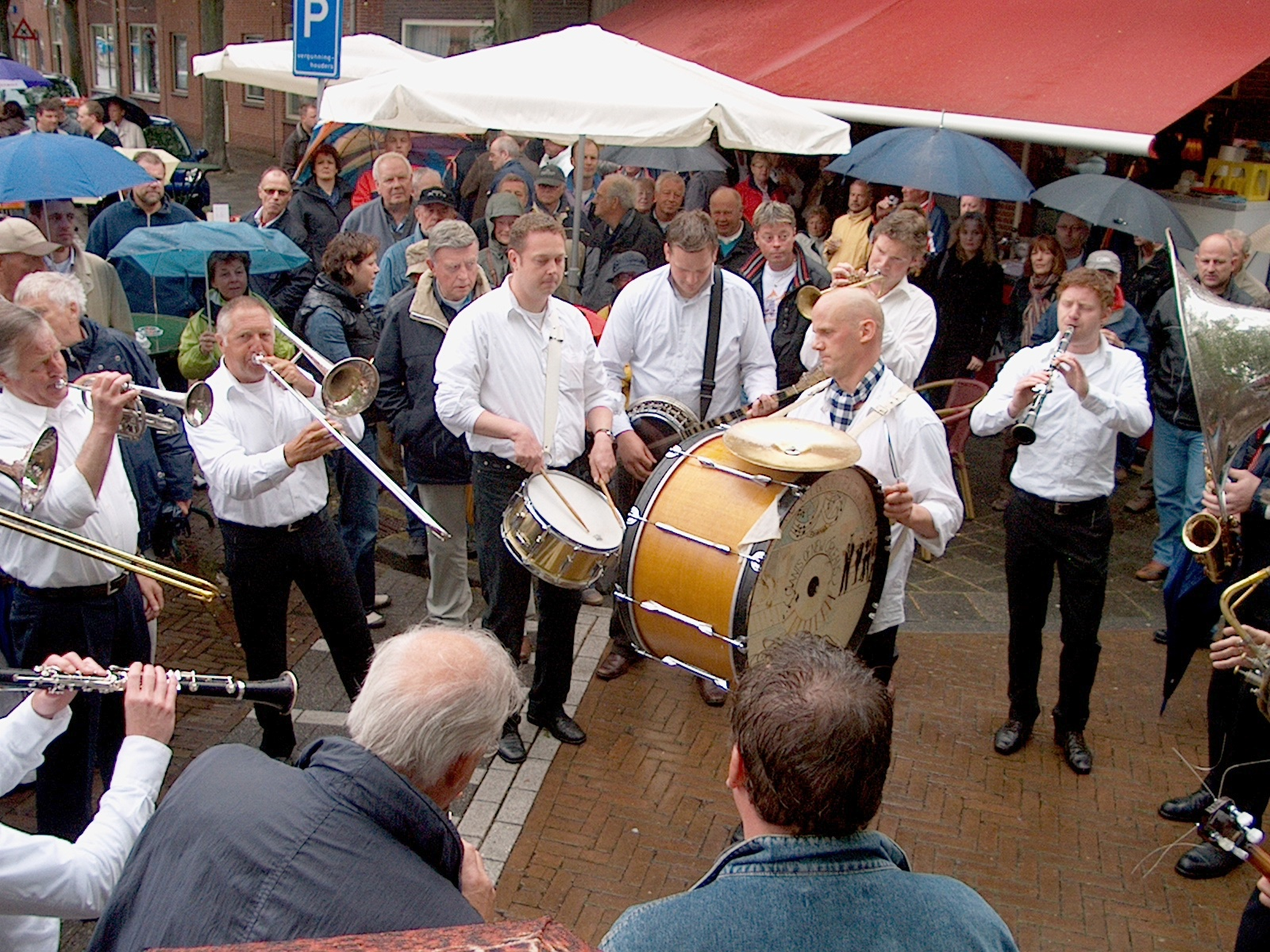
Enkhuizen tijdens het Jazzfestival in 2008

Enkhuizen kent een aantal grote en kleinere evenementen waarvan hieronder enkele genoemd worden.
- Sinds 1974 wordt in mei/juni het Jazzfestival Enkhuizen georganiseerd. Vele internationale jazzbands treden gedurende vier dagen op. Vanaf donderdag kan er op diverse plaatsen traditionele Jazz beleefd worden. Op de zaterdag is er onder meer een buitenprogramma.
- Sinds 2002 wordt er in het voorjaar het Smartlappenfestival georganiseerd.
- In de Zuiderkerk vinden in de zomer op een aantal zaterdagavonden concerten plaats rond het rond het historische Freytag orgel.
- Ook in de zomermaanden organiseert de vereniging Oud-Enkhuizen op woensdagavonden stadswandelingen door de historische binnenstad.
- Op de derde donderdag in september is het Enkhuizer Harddraverijdag met een kortebaandraverij en vuurwerk tot slot. Sinds 2014 is er geen kermis meer in die week.
- In december is er een lichtjesavond in 't Suud (Vissershoek) en omgeving. Hierbij worden inloopconcerten gegeven in het Stadhuis, de Lutherse Kerk, het Wapen van Enkhuizen, de Drommedaris en de Zuiderkerk.

### Hemonycarillons
Enkhuizen is beroemd om zijn Hemonycarillons die al vele eeuwen het hele etmaal automatisch elk kwartier over de stad klinken. Daarnaast speelt de stadsbeiaardier regelmatig op het carillon van de Zuidertoren en op het klokkenspel van de Drommedaris.
In de stad worden zomeravondconcerten gehouden, waarbij (hoofdzakelijk door middel van gastoptredens) wordt gespeeld op een van de twee Hemonycarillons die de stad rijk is. De concerten zijn meestal (op een na) op de Zuidertoren en worden georganiseerd door de Enkhuizer Klokkenspel Vereniging in samenwerking met de gemeente en de Stadsbeiaardier.

### Sport

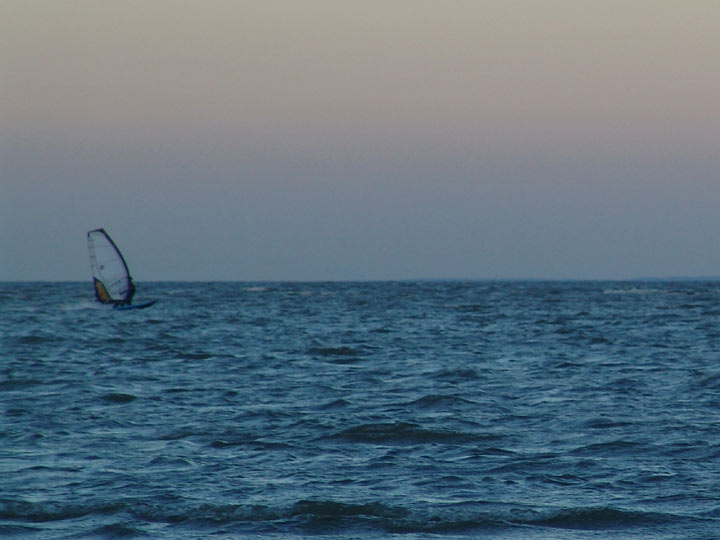
Windsurfen op het IJsselmeer bij Enkhuizen in de schemer

Enkhuizen is een belangrijk centrum voor de watersport op het IJsselmeer. Er is een drietal jachthavens en een flinke aanlegsteiger voor de charterschepen van de "bruine vloot". Bij Enkhuizen is in 2003 het eerste naviduct (een aquaduct, maar dan met een sluis erin) ter wereld aangelegd. De belangrijkste reden voor de aanleg van het naviduct was de enorme wachttijd voor schepen en autoverkeer bij de schutsluis, vanwege de enorme toename van de pleziervaart in de jaren rond de eeuwwisseling.
Gedurende het jaar worden er ook verschillende zeilraces georganiseerd rondom de stad, te weten: De Enkhuizer Klipperrace vanaf 1975, de Race om de Noord vanaf 1977, de Bolkoppenrace vanaf 1982, het Open Nederlands Kampioenschap Lemsteraken vanaf 2001. In 1990 en 1995 organiseerde de Enkhuizer Hardzeil Commissie de North Sail Race voor Sail Amsterdam.
Ook kent Enkhuizen, sinds het 650 jaar bestaan van de stadsrechten, een waterweek die jaarlijks terugkeert met als doel de onomstreden verbondenheid met het water te verwoorden. Dit door middel van activiteiten in de vorm van een schuitentocht alsmede de drakenbootraces en zelfs het Enkhuizer palingrookkampioenschap. De waterweek wordt elke avond voorzien van livemuziek op verschillende locaties in de stad.
Niet alleen watersport wordt in Enkhuizen bedreven. De stad kende twee rivaliserende voetbalverenigingen, het van oorsprong christelijke Dindua en VV West Frisia. Deze verenigingen zijn gefuseerd per 1 mei 2021 onder de naam s.v. Enkhuizen, gevestigd op Sportpark Immerhornpolder. Op dit sportpark bevindt zich ook Korfbalvereniging DTS. Daarnaast bevindt zich in Enkhuizen het Recreatiebad Enkhuizerzand waar gezwommen kan worden.

## Economie

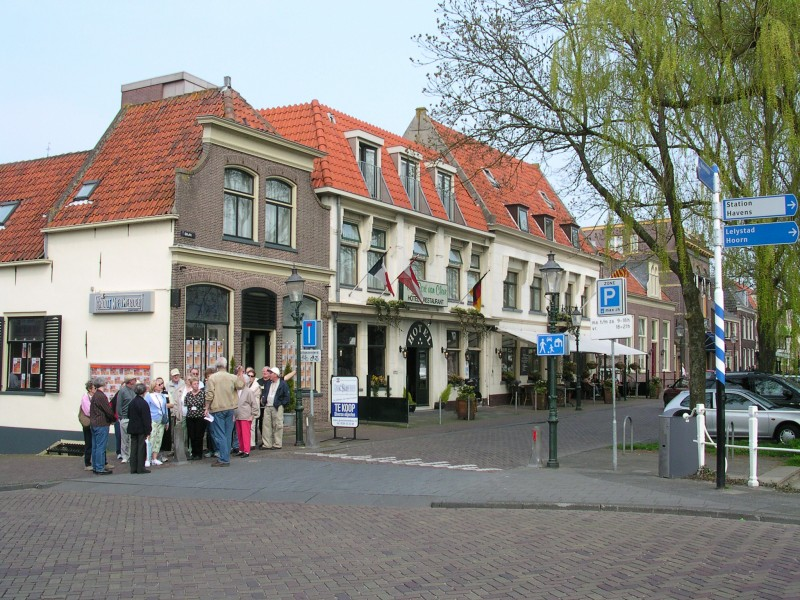
Stadswandeling met gids in de haven. Enkhuizen is een belangrijk toeristisch centrum

De economie van Enkhuizen rust op een paar pijlers die op het eerste gezicht weinig met elkaar te maken hebben. Allereerst is Enkhuizen een belangrijk watersportcentrum. Dit, in combinatie met de historische binnenstad, levert door middel van toerisme een belangrijke bijdrage aan de economie. In de tweede plaats bevindt zich in Enkhuizen een cluster van internationaal vermaarde zaadteelt en -handel. Syngenta (voorheen Sluis & Groot), Bayer Crop Science (voorheen Royal Sluis), Incotec en Enza Zaden zijn de bekendste ondernemingen in dit verband.
Sinds enkele decennia bezit Enkhuizen ook een cluster van kunststofproductie, voornamelijk bestaand uit de productiefaciliteiten van Pipelife Nederland, Renolit Nederland en Draka Polymer Films. Deze zijn gevestigd aan de zuidkant van de binnenstad op het bedrijventerrein Ketenwaal. Met name het bedrijventerrein Schepenwijk is van belang voor lokale en regionale ondernemingen, veelal in het midden- en kleinbedrijf. Enkhuizer bedrijven met een bovenregionale betekenis zijn verder onder meer Peijnenburg bakkerijen (voorheen de Enkhuizer koekfabriek, bekend van de Jodenkoeken) en uitvaartkistenproducent Bogra.
Een aanzienlijk deel van de werkzame beroepsbevolking van Enkhuizen als forens werkt buiten de gemeente, met name in Amsterdam en de andere grotere steden van Noord-Holland.

### Detailhandel
- Meestal op de derde maandag in de maand juni vindt in Enkhuizen de jaarlijkse Lappenmarkt plaats als besluit van de jaarlijkse kermis. Dit is een traditie die honderden jaren oud is. De ruim twee kilometer lange markt is een van de grootste jaarmarkten in de provincie Noord-Holland. Honderden marktkooplieden bieden hun waren aan in de binnenstad, van confectie tot huishoudelijke artikelen. Oorspronkelijk had Enkhuizen ook een jaarmarkt in het najaar.
- De weekmarkt vindt plaats op woensdag in de Westerstraat rond de Westerkerk.
- De koopavond is in Enkhuizen op vrijdag, de winkels zijn dan geopend tot 20.00 uur. De laatste jaren organiseert men op vrijdagmiddag/avond een Paas- en Kerstmarkt twee weken voor deze feestdagen van 12 tot 22 uur.

## Verkeer en vervoer

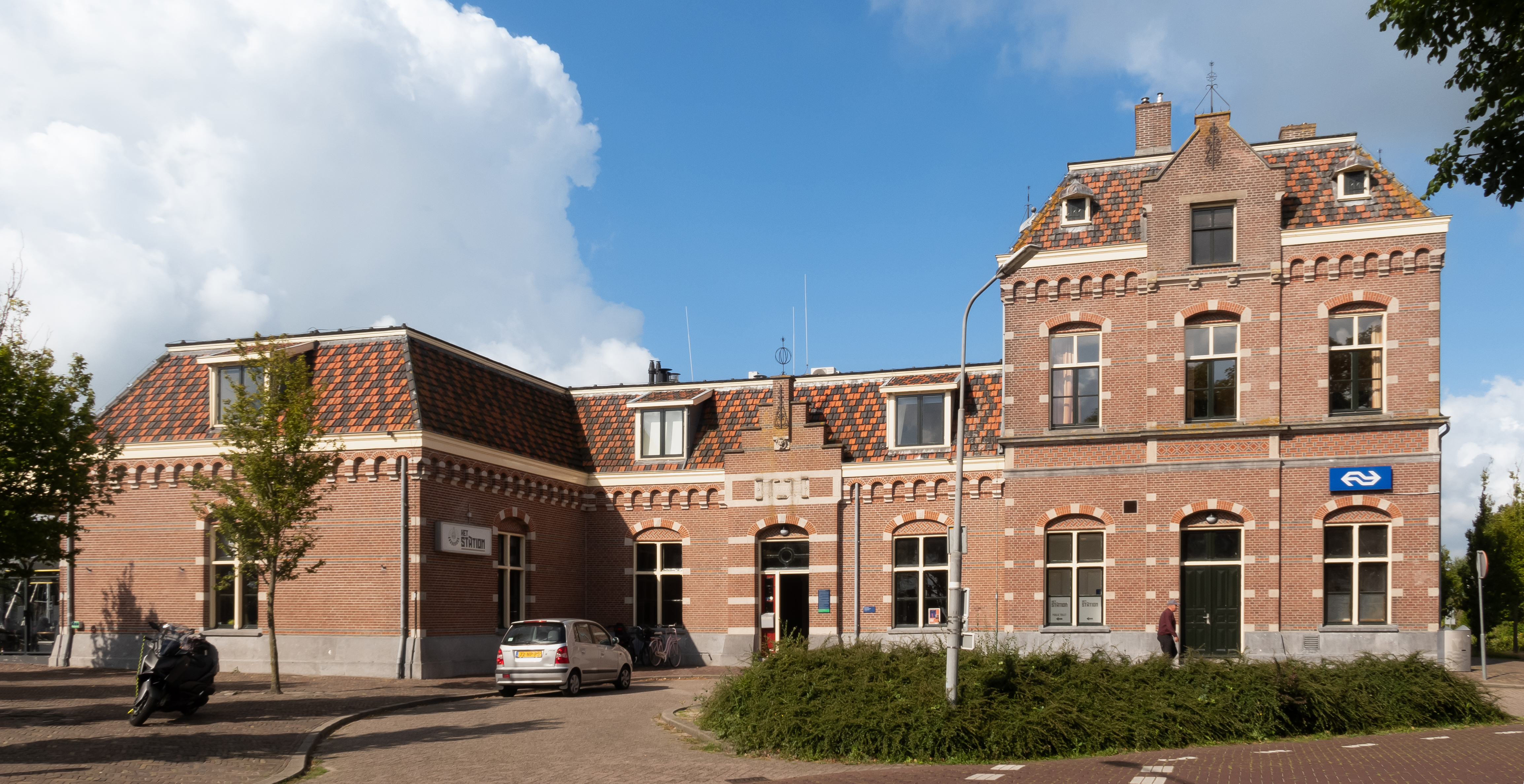
Station Enkhuizen

Enkhuizen is per trein verbonden met Hoorn en Amsterdam. De N505 verbindt Enkhuizen met Hoogkarspel; de N307 zorgt voor de verbinding met snelweg A7. De N307 loopt door over de Houtribdijk, die het Markermeer van het IJsselmeer scheidt. De dijk verbindt Enkhuizen met Lelystad. In de dijk bevindt zich een groot sluizencomplex alsmede naviduct Krabbersgat, dat ervoor zorgt dat auto- en scheepvaartverkeer elkaar ongehinderd kunnen passeren.
In het zomerseizoen van eind april tot begin oktober vaart het "MS Bep Glasius" driemaal per dag tussen Stavoren en Enkhuizen. Sinds 2002 vaart het "MS Friesland" in het zomerseizoen tussen Enkhuizen en Medemblik, in aansluiting op de Stoomtram Hoorn-Medemblik
In het zomerseizoen werd door het passagiersschip Prins Claus, dat buiten het seizoen als partyboot werd gebruikt, driemaal per dag een bootverbinding onderhouden met Urk. In 2008 werd de Prins Claus verkocht en de nieuwe eigenaar nam de veerdienst niet over. Sinds de zomer van 2009 vaart de driemaster Willem Barentsz gedurende de zomer tweemaal daags heen en weer tussen Urk en Enkhuizen.

## Politiek

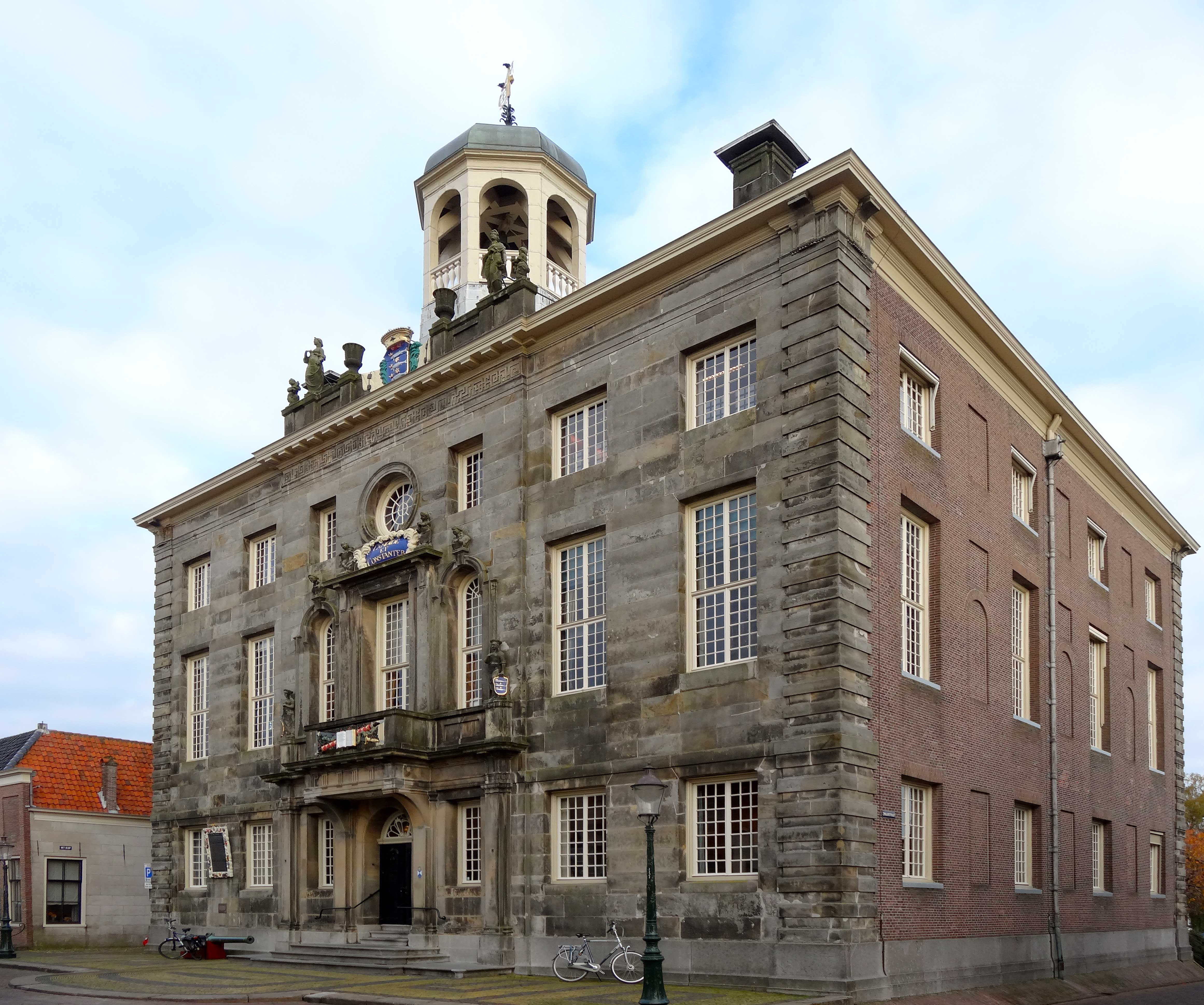
Het stadhuis van Enkhuizen

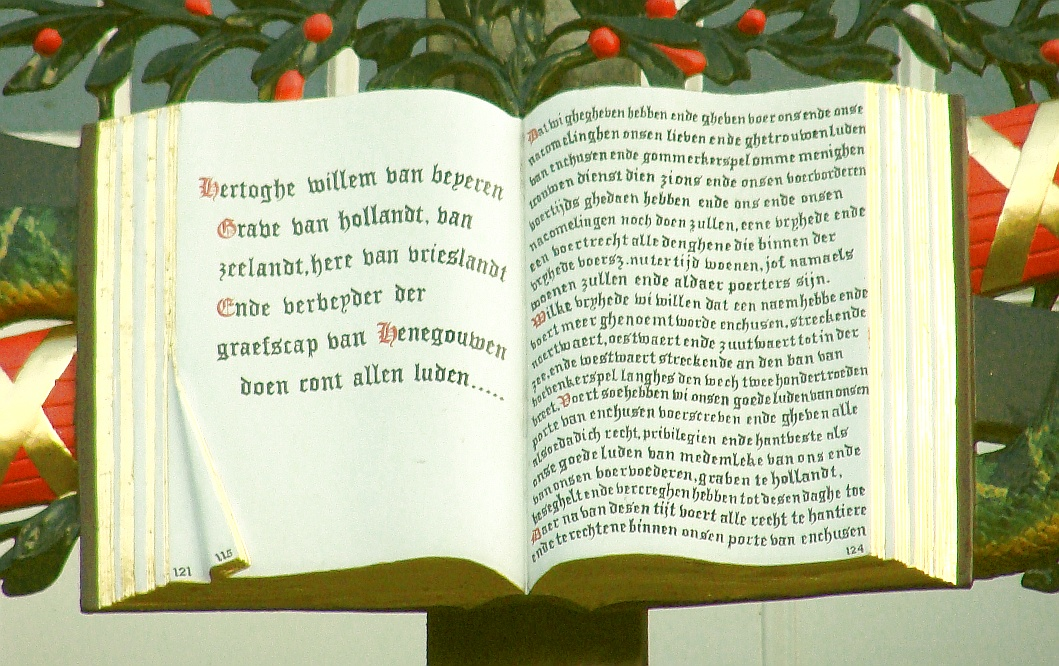
Een opengeslagen boek op het stadhuis toont de tekst waarmee Enkhuizen in 1356 stadsrechten verkreeg

### Gemeenteraad
| Enkhuizen Vooruit!                  | -  | -  | -  | -    | -     | -  | 3      |
| SP                                  | -  | -  | 2* | 3    | 4     | 4  | 3      |
| CDA                                 | 2  | 2  | 2  | 2    | 2     | 2  | 2      |
| D66                                 | 1  | 1  | -  | -*** | 2     | 2  | 2      |
| PvdA                                | 3  | 3  | 4  | 3    | 2     | 2  | 2      |
| Blanco (Segerius, C.H)              | -  | -  | -  | -    | -     | -  | 1***** |
| Het Enkhuizer Alternatief           | -  | -  | -  | -**  | 1     | 1  | 1      |
| Nieuw Enkhuizen                     | -  | 3  | 4  | 3**  | 2**** | 2  | 1      |
| VVD                                 | 3  | 2  | -  | -*** | 2     | 2  | 1      |
| Piratenpartij                       | -  | -  | -  | -    | -     | -  | 1      |
| ChristenUnie-SGP                    | 2  | 2  | 2  | 1    | 1     | 1  | -      |
| Voor Enkhuizen!                     | -  | -  | -  | -    | -**** | 1  | -      |
| Lijst Quasten                       | -  | -  | -* | 1    | 1     | -  | -      |
| VVD-D66                             | -  | -  | 2  | 3*** | -     | -  | -      |
| GroenLinks                          | 3  | 2  | 1  | 1    | -     | -  | -      |
| Leefbaar Enkhuizen/Enkhuizer Belang | 3  | 2  | -  | -    | -     | -  | -      |
| Totaal                              | 17 | 17 | 17 | 17   | 17    | 17 | 17     |

* In 2006 haalde de SP twee zetels. In augustus 2007 stapte Stella Quasten uit de SP en begon een eenmansfractie.

** In de zomer van 2012 stapte Hans Langbroek uit de fractie van Nieuw Enkhuizen.

*** In 2010 haalden VVD-D66 drie zetels. Sinds het zomerreces 2013 zijn de fracties van de VVD en D66 elk weer een eigen fractie gaan vormen, met twee zetels voor de VVD en één voor D66.

**** In 2014 haalde Nieuw Enkhuizen twee zetels. Sinds oktober 2015 is Van der Pijll uit de partij Nieuw Enkhuizen gezet en heeft een aparte lijst opgericht, en sinds december 2017 is De Jong uit Nieuw Enkhuizen gestapt en ging verder als de partij 'Voor Enkhuizen!'.

***** Wegens lijstuitputting is de zetel van de lijst-Segerius sinds 2022 leeg.

### Wijkindeling
Binnenstad:
- 't Suud of Vissershoek
- Boerenhoek
- Plan-Zuid

Nieuwbouwwijken:
- Plan-Noord
- Oude Gouw
- Gommerwijk
- Kadijken
- Buiten Veste

Industrieterreinen:
- Ketenwaal
- Krabbersplaat
- Schepenwijk

## Aangrenzende gemeenten
| Aangrenzende gemeenten | Aangrenzende gemeenten | Aangrenzende gemeenten            | Aangrenzende gemeenten | Aangrenzende gemeenten            |
| ---------------------- | ---------------------- | --------------------------------- | ---------------------- | --------------------------------- |
| Medemblik              |                        | Súdwest-Fryslân (Fr) (IJsselmeer) |                        | De Friese Meren (Fr) (IJsselmeer) |
|                        |                        |                                   |                        |                                   |
|                        | Urk (Fl) (IJsselmeer)  |                                   |                        |                                   |
|                        |                        |                                   |                        |                                   |
| Stede Broec            |                        |                                   |                        | Lelystad (Fl) (Markermeer)        |

## Bekende inwoners van Enkhuizen

### Geboren in Enkhuizen
- Ruard Tapper (1480-1559), theoloog en inquisiteur
- Lucas Janszoon Waghenaer (1533/1534-1605/1606), stuurman/cartograaf
- Franciscus Maelson (1538 - vóór 1602), stadsdokter
- Pieter Symonsz. Potter (tussen 1597 en 1600-1652), schilder en tekenaar
- Theodorus à Brakel (1608-1669), predikant en theologisch auteur
- David Vlugh (1611-1673), schout-bij-nacht
- Volckert Schram (ca. 1620-1673), admiraal
- Paulus Potter (1625-1654), schilder
- Herman Witsius (1636-1708), hoogleraar, predikant en theoloog
- Jacob Mossel (1704-1761), gouverneur-generaal van Nederlands-Indië van 1750 tot 1761
- Jan Verbruggen (1712-1781), meester-gieter, vanaf 1770 met zijn zoon Pieter werkzaam in Londen (Royal Arsenal)
- David de Gorter (1717-1783), botanicus
- Gerbrand Bakker (1771-1828), medicus
- Petrus Hendriksz (1779-1843), hoogleraar
- Margaretha Maria Snouck van Loosen (1807-1885), filantrope
- Willem Voormolen (1856-1909), militair, burgemeester en politiefunctionaris
- Hendrik Marius Quanjer (1879-1961), fytopatholoog
- Dieuw van Vliet (1887-1974), verzetsstrijder en Rechtvaardige onder de Volkeren
- Jos Lussenburg (1889-1975), kunstschilder
- Cor Kint (1890-1944), componist
- Alie Smeding (1890-1938), schrijfster
- Lambertus Slok (1904-1984), apostel en oprichter van Het Apostolisch Genootschap
- Henk over de Linden (1923-2023), politicus
- Corry Vreeken (1928-2025), schaakster
- Simon Groot (1934-2025), zaadveredelaar
- Jan Ruiter (1946), voetballer
- Gertjan Kroon (1947), ingenieur en topfunctionaris
- Gerrit Zalm (1952), politicus
- François Boulangé (1953-2021), tv-presentator (Lingo), regisseur en producent
- Wijda Mazereeuw (1953), zwemster
- Cees Bijl (1955), politicus, burgemeester van o.a. Emmen
- Jan Franx (1960), politicus
- Sjors Fröhlich (1967), presentator, hoofdredacteur en burgemeester van Vijfheerenlanden
- Martijn Dadema (1975), burgemeester van Raalte
- Pim Nieuwenhuis (1976), zeiler
- Nicholas Heiner (1989), zeezeiler

### Woonachtig geweest
- Bernardus Paludanus (1550, Steenwijk), dokter, rariteitenverzamelaar en wetenschapper
- Jan Huygen van Linschoten (1563, Haarlem), koopman/cartograaf
- Dirk Harting (1817, Rotterdam), dominee en theologisch schrijver
- Johan Schilstra (1915–1998), leraar, historicus, bestuurder, betrokken bij begin Zuiderzeemuseum
- Anke de Graaf (1927), schrijfster van romans, kinder- en jeugdboeken
- Jacco van Renesse (1936, Noordwelle, Nederland), acteur, zanger

## Wetenswaardigheden
- In 1602 had Enkhuizen zijn eigen Kamer in de VOC.
- Hiernaast had Enkhuizen ook nog een aandeel in de Admiraliteit van het Noorderkwartier.
- De term Nieuwsgierig Aagje is gebaseerd op een 17e-eeuws blijspel. Aagje zou afkomstig zijn uit Enkhuizen.
- De Echte Enkhuizer Jodenkoek zou afkomstig zijn van een Joodse bakker uit Enkhuizen.[10] Deze wordt nog steeds geproduceerd in Enkhuizen.
- De Enkhuizer Almanak bestaat al vele eeuwen maar wordt pas sinds 1992 in Enkhuizen uitgegeven.
- Het Enkhuizer dialect, het Enkhuizens, wijkt op veel punten sterk af van de andere dialecten in de regio en is daardoor voor dialectonderzoekers zeer interessant.
- De winkelketen Action begon in 1993 als een klein winkeltje in Enkhuizen gestart door Gerard Deen en Rob Wagemaker. Later kwam hier nog Boris Deen bij. Anno 2021 telt het bedrijf ruim 1900 vestigingen.[11]
- 's Werelds tot nu toe oudste aandeel dateert uit 1606 en is uitgegeven door de VOC-kamer Enkhuizen.
- In Enkhuizen werd de allereerste aflevering van het TROS-programma Te land, ter zee en in de lucht opgenomen. Deze werd opgenomen bij de Drommedaris. Deelnemers moesten van een platform springen en zo lang mogelijk proberen in de lucht te blijven met zelfgemaakte vliegtuigen.